# Mortlake
Mortlake es un barrio de Londres (Inglaterra) y parte del London Borough of Richmond upon Thames.
El rey Jacobo I estableció una fábrica de tapices en la cual, bajo el mando de sir Francis Crawe, trabajaron gran cantidad de obreros extranjeros; tanto el rey Jacobo como su sucesor, Carlos I, invirtieron grandes sumas de dinero en ella con lo cual sus tapices llegaron a ser de alta calidad y rivalizaron con los continentales. 
Desde 1845 el famoso duelo a remos, la regata entre estudiantes de Oxford y de Cambridge, ha tenido su punto del final en Mortlake.
La aldea de Mortlake aparece en el libro de Domesday y el señorío perteneció a los arzobispos de Canterbury hasta la época del Enrique VIII, cuando pasó por intercambio a la Corona inglesa.
Es famosa por haber tenido en ella la residencia de John Dee, el famoso matemático, astrónomo y criptógrafo isabelino, vivienda que perteneció a su madre.
Hay dos iglesias en Mortlake. Una, la iglesia anglicana, está dedicada a Santa María, y contiene en su cementerio las tumbas de John Dee y también el político británico Henry Addington, vizconde de Sidmouth. La otra, la iglesia católica, está dedicada a Santa María Magdalena. Entre los monumentos en el cementerio de la iglesia está la tumba del famoso explorador africano Sir Richard Francis Burton.
Aquí se celebró el primer partido de fútbol el 19 de diciembre de 1863 en Limes Field

## Fuente
The Queen's Conjuror. Benjamin Wollet (2001), Flamingo, Londres.
- Datos: Q2456238
- Multimedia: Mortlake / Q2456238